# Rijksdienst voor de IJsselmeerpolders
De Rijksdienst voor de IJsselmeerpolders (RIJP) was een Nederlandse overheidsdienst die verantwoordelijk was voor de inrichting van het nieuwe land in de drooggelegde polders in het IJsselmeer.

## Geschiedenis
Nadat op 1918 de Wet tot afsluiting van de Zuiderzee was aangenomen is de Directie van de Wieringermeer opgericht. Omdat men in de Tweede Wereldoorlog geen nieuwe organisatie in het leven wilde roepen voor de in 1942 droog gevallen Noordoostpolder, is er '(Noordoostpolderwerken)' aan de naam 'Directie Wieringermeer'  toegevoegd. De in 1934 aangestelde ingenieur Sikke Smeding bleef hoofd van de Directie en landdrost. 
De RIJP werd, samen met de Dienst der Zuiderzeewerken, die verantwoordelijk was voor de waterbouwkundige werken, opgericht in 1962 als opvolger van de Directie Wieringermeer (IJsselmeerpolders). 
Beide diensten vielen onder de Minister van Waterstaat. De RIJP was verantwoordelijk voor de uitgifte van grond en de ruimtelijke ordening van Oostelijk en Zuidelijk Flevoland.
Voor de oostelijke polder werden een stad (Lelystad) en drie dorpen (Dronten, Swifterbant en Biddinghuizen) bedacht. Het Projektburo Almere, dat de ruimtelijke ordening voor Almere bedacht, was een werkgroep van de RIJP die toen in Lelystad zetelde. Bij de inrichting van de Noordoostpolder werd de centrale-plaatsentheorie van Walter Christaller het uitgangspunt.
Per 1989 werden de RIJP en de Directie Zuiderzeewerken opgeheven, hun werkzaamheden werden ondergebracht in de Directie Flevoland van Rijkswaterstaat. 

## Huisvesting
De RIJP huisveste ín het Smedinghuis aan het Zuiderwagenplein in Lelystad een groot aantal afdelingen, waaronder een bouwkundige afdeling. Van over de hele wereld kwamen studenten voor een stage bij de RIJP. Deze stagiaires werden in de jaren 1980 meestal in Lelystad-Haven ondergebracht in het 'personeelsverblijf' aan de Oostvaardersdijk, dit was het voormalig werkkamp van waaruit de polders werden ingericht. Ook woonden een aantal vaste medewerkers permanent in dit 'kamp'. 

## Directeuren
- 1962-1963: Arie Minderhoud (tevens landdrost OL ZIJP)
- 1963-1976: Will Marie Otto (tevens landdrost OL ZIJP)
- 1976-1989: Roel van Duin